# Ровенська обласна рада депутатів трудящих III скликання
Ровенська обласна рада депутатів трудящих третього скликання — представницький орган Ровенської області 1950—1953 років.
Нижче наведено список депутатів Ровенської обласної ради 3-го скликання, обраних 17 грудня 1950 року. Всього до обласної ради 3-го скликання було обрано 70 депутатів. 
| Прізвище, ім'я, по-батькові      | Виборчий округ            | Посада | Примітки |
| -------------------------------- | ------------------------- | --- | -------- |
| Абрамчук Федосія Василівна       | Березнівський № 21        | ланкова колгоспу «33 роковини Жовтня» села Рокитно Рокитнянського району                                      |          |
| Антонюк Іван Оксентійович        | Зарічнянський № 34        | начальник Ровенського обласного управління МВС                                                                |          |
| Аркуша Павло Дем'янович          | Володимирецький № 54      | заступник голови Ровенського облвиконкому                                                                     |          |
| Бакунець Ніна Денисівна          | Немовицький № 19          | ланкова колгоспу імені 18 Партконференції села Тинне Сарненського району                                      |          |
| Баля Іван Іванович               | Могилянський № 64         | 1-й секретар Острозького райкому КП(б)У                                                                       |          |
| Баранчук Микола Павлович         | Ровенський міський № 2    | голова Ровенського міськвиконкому                                                                             |          |
| Беднар Володимир Іванович        | Здолбунівський № 61       | машиніст паровозного депо станції Здолбунів                                                                   |          |
| Білецький Іван Вікторович        | Вербський № 43            | заступник голови Ровенського облвиконкому                                                                     |          |
| Будько Ганна Арсенівна           | Млинівський № 58          | ланкова колгоспу імені Шевченка села Малі Дорогостаї Млинівського району                                      |          |
| Булахов Федір Олексійович        | Будеразький № 33          | завідувач Ровенського обласного торгового відділу                                                             |          |
| Васильчук Анастасія Адамівна     | Дядьковицький № 25        | ланкова колгоспу «Перемога» Ровенського району                                                                |          |
| Вейчук Хотина Іванівна           | Бугринський № 28          | ланкова колгоспу імені Сталіна села Симонів Гощанського району                                                |          |
| Величко Ганна Макарівна          | Рокитнянський № 20        | ланкова колгоспу «Перемога» села Кам’яне Рокитнянського району                                                |          |
| Велігоцький Василь Григорович    | Більсько-Вольський № 37   | уповноважений Міністерства заготівель СРСР по Ровенській області                                              |          |
| Вознюк Марія Павлівна            | Тучинський № 67           | ланкова колгоспу імені Чапаєва Тучинського району                                                             |          |
| Волошенко Сава Васильович        | Квасилівський № 24        | 1-й секретар Ровенського міськкому КП(б)У                                                                     |          |
| Гажала Яків Пантелеймонович      | Корецький № 13            | голова Корецького райвиконкому                                                                                |          |
| Гудков Микола Григорович         | Костопільський № 41       | начальник політвідділу Костопільської МТС                                                                     |          |
| Данилевич Олександр Степанович   | Бистріцький № 16          | голова Соснівського райвиконкому                                                                              |          |
| Данильченко Степан Михайлович    | Повчанський № 45          | завідувач Ровенського обласного відділу соціального забезпечення                                              |          |
| Додь Феодосій Леонтійович        | Червоноармійський № 22    | голова Ровенського облвиконкому                                                                               |          |
| Дубина Володимир Кирилович       | Степанський № 40          | голова Степанського райвиконкому                                                                              |          |
| Жуков Тимофій Семенович          | Велико-Стиденський № 10   | 2-й секретар Ровенського обкому КП(б)У                                                                        |          |
| Журавель Іван Володимирович      | Дубнівський № 8           | секретар Ровенського обкому КП(б)У                                                                            |          |
| Зайчук Володимир Гнатович        | Острозький № 63           | голова Ровенського обласного суду                                                                             |          |
| Захаржевський Юліан Антонович    | Шпанівський № 26          | вчитель середньої школи села Городок Ровенського району                                                       |          |
| Ількович Олексій Адамович        | Демидівський № 69         | голова Демидівського райвиконкому                                                                             |          |
| Кольцов Фірс Артемович           | Боремельський № 70        | Ровенський обласний військовий комісар                                                                        |          |
| Комар Юхим Федорович             | Острожецький № 46         | ланковий колгоспу імені Кагановича села Залав’є Острожецького району                                          |          |
| Комолов Ілля Іванович            | Малодорогостаївський № 59 | прокурор Ровенської області                                                                                   |          |
| Корочанська Віра Абрамівна       | Ровенський міський № 4    | головний архітектор міста Ровно                                                                               |          |
| Красиленко Захар Кузьмич         | Рафалівський № 36         | секретар виконкому Ровенської обласної ради                                                                   |          |
| Крашаниця Анатолій Федорович     | Сіннянський № 29          | редактор Ровенської обласної газети «Червоний прапор»                                                         |          |
| Куліш Іван Хомич                 | Ровенський міський № 3    | вчитель 5-ої школи мста Ровно                                                                                 |          |
| Михальчук Тимофій Антонович      | Кутянківський № 65        | начальник Ровенського обласного управління МДБ                                                                |          |
| Нечаєв Олександр Миколайович     | Шубківський № 68          | командувач 13-ї армії Прикарпатського військового округу, генерал-лейтенант                                   |          |
| Одинець Марія Федорівна          | Теслугівський № 57        | лікар Козинського районного відділу охорони здоров’я                                                          |          |
| Петров Микола Іванович           | Бережницький № 51         | начальник управління Ковельської залізниці                                                                    |          |
| Плясун Григорій Леонтійович      | Висоцький № 11            | голова Ровенської обласної ради професійних спілок                                                            |          |
| Притисюк Пелагія Трохимівна      | Козинський № 56           | свинарка колгоспу імені Будьонного села Великі Жабокрики Козинського району                                   |          |
| Приходько Ольга Іванівна         | Антонівський № 55         | секретар виконавчого комітету Володимирецької сільської ради Володимирецького району                          |          |
| Процюк Тамара Данилівна          | Межиріцький № 52          | ланкова колгоспу імені Сталіна села Межирічі Межиріцького району                                              |          |
| Резнік Григорій Кузьмич          | Вичівський № 12           | 1-й секретар Висоцького райкому КП(б)У                                                                        |          |
| Риков Олександр Іванович         | Дубнівський № 5           | голова Ровенської обласної планової комісії                                                                   |          |
| Романенко Василь Кирилович       | Гощанський № 27           | заступник голови Ровенського облвиконкому                                                                     |          |
| Руденко Єфросинія Василівна      | Довгошиївський № 47       | голова Ровенської обласної спілки споживчих товариств                                                         |          |
| Рябошапка Олександра Климівна    | Костопільський № 42       | бригадир тракторної бригади Костопільської МТС                                                                |          |
| Самусь Микола Корнійович         | Олександрійський № 38     | полковник прикордонних військ МДБ                                                                             |          |
| Самчинська Любов Герасимівна     | Клеванський № 31          | вчителька неповно-середньої школи №2 селища Клевань ІІ                                                        |          |
| Себ Іван Онуфрійович             | Мирогощанський № 7        | польовод колгоспу імені Кірова села Рачин Дубнівського району                                                 |          |
| Слива Секлета Семенівна          | Богданівський № 14        | ланкова колгоспу імені Леніна села Бабине Корецького району                                                   |          |
| Стрільчук Федір Павлович         | Семидубський № 44         | завідувач Вербського районного фінансового відділу                                                            |          |
| Тимошенко Михайло Георгійович    | Варковицький № 6          | голова Дубнівського райвиконкому                                                                              |          |
| Тищун Іван Степанович            | Сарненський № 17          | бригадир комплексної бригади депо станції Сарни                                                               |          |
| Убийвовк Георгій Миколайович     | Соснівський № 15          | завідувач Ровенського обласного фінансового відділу                                                           |          |
| Углік Іван Павлович              | Дубровицький № 50         | голова колгоспу «Перемога» міста Дубровиця Дубровицького району                                               |          |
| Філатова Валентина Іванівна      | Пусто-Іванівський № 23    | секретар Червоноармійського райкому КП(б)У; завідувач відділу Ровенського обкому КП(б)У по роботі серед жінок |          |
| Фольварочний Петро Онуфрійович   | Березнівський № 48        | заступник завідувача відділу ЦК ЛКСМУ по роботі серед сільської молоді; 1-й секретар Ровенського обкому ЛКСМУ |          |
| Халамендик Володимир Миколайович | Іванівський № 53          | начальник Ровенського обласного управління сільського господарства                                            |          |
| Хоменко Григорій Семенович       | Клесівський № 39          | завідувач Ровенського обласного відділу народної освіти                                                       |          |
| Хрущ Євгенія Миколаївна          | Коростівський № 66        | зоотехнік Острозького районного відділу сільського господарства                                               |          |
| Цибульський Дмитро Якович        | Ровенський міський № 1    | доглядач будинків 5-ї дистанції колії Ковельської залізниці                                                   |          |
| Чепурний Микола Миколайович      | Здолбунівський № 60       | 1-й секретар Здолбунівського райкому КП(б)У                                                                   |          |
| Четвертак Тетяна Семенівна       | Яблонівський № 49         | свинарка колгоспу імені Сталіна Березнівського району                                                         |          |
| Чубунов Федір Борисович          | Здовбицький № 62          | військовий політпрацівник, генерал-майор                                                                      |          |
| Чучукало Василь Данилович        | Старожуківський № 30      | 1-й секретар Ровенського обкому КП(б)У                                                                        |          |
| Шама Мусій Хомич                 | Деражнянський № 9         | голова Деражнянського райвиконкому                                                                            |          |
| Шах Зінаїда Савеліївна           | Мізоцький № 32            | голова колгоспу імені РСЧА Мізоцького району                                                                  |          |
| Швед Ніна Кирилівна              | Острівський № 35          | ланкова колгоспу «Більшовик» Зарічнянського району                                                            |          |
| Шморгун Андрій Федотович         | Сарненський № 18          | голова Сарненського райвиконкому                                                                              |          |

30 грудня 1950 року відбулася 1-а сесія Ровенської обласної ради депутатів трудящих 3-го скликання. Головою облвиконкому обраний Додь Феодосій Леонтійович, 1-м заступником голови —   Аркуша Павло Дем'янович,  заступниками голови —  Волошенко Сава Васильович та Романенко Василь Кирилович. Секретарем облвиконкому обраний Красиленко Захар Кузьмич.
Обрано Ровенський облвиконком у складі 13 депутатів: Додь Феодосій Леонтійович — голова облвиконкому; Аркуша Павло Дем'янович — 1-й заступник голови облвиконкому; Волошенко Сава Васильович — заступник голови облвиконкому; Романенко Василь Кирилович — заступник голови облвиконкому; Красиленко Захар Кузьмич — секретар облвиконкому; Чучукало Василь Данилович — 1-й секретар Ровенського обкому КП(б)У; Халамендик Володимир Миколайович — начальник Ровенського обласного управління сільського господарства; Риков Олександр Іванович — голова Ровенської обласної планової комісії; Убийвовк Георгій Миколайович — завідувач Ровенського обласного фінансового відділу; Баранчук Микола Павлович — голова Ровенського міськвиконкому; Гажала Яків Пантелеймонович —голова Корецького райвиконкому; Цибульський Дмитро Якович — доглядач будинків 5-ї дистанції колії Ковельської залізниці; Васильчук Анастасія Адамівна — ланкова колгоспу «Перемога» Ровенського району.
Обрані завідувачі відділів облвиконкому: Риков Олександр Іванович — голова обласної планової комісії; Халамендик Володимир Миколайович — начальник обласного управління сільського господарства; Убийвовк Георгій Миколайович — завідувач обласного фінансового відділу; Хоменко Григорій Семенович — завідувач обласного відділу народної освіти; Самоїд Григорій Якович — завідувач обласного відділу охорони здоров'я; Данильченко Степан Михайлович — завідувач обласного відділу соціального забезпечення; Булахов Федір Олексійович — завідувач обласного торгового відділу; Могилат П.О. — начальник обласного управління в справах сільського і колгоспного будівництва; Лемець П.М. — завідувач обласного шляхового відділу; Денисенко Тихон Іванович — завідувач обласного відділу місцевої промисловості; Осінський М.С. — начальник обласного управління промисловості будівельних матеріалів; Ковальов Олександр Тимофійович — начальник обласного управління харчової промисловості; Матяшенко Дмитро Антонович — начальник обласного управління легкої промисловості; Доля О.Т. — завідувач обласного відділу в справах культурно-освітніх установ; Більмач А.Т. — завідувач обласного відділу в справах мистецтв; Білоусов О.М. — начальник обласного управління кінофікації; Дубровський В.І. — завідувач відділу місцевої паливної промисловості; Бєляєв П.З. — голова обласного комітету в справах фізкультури і спорту; Кузьменко Г.І. — завідувач обласного відділу комунального господарства; Загоройчук Леонтій Іванович — завідувач загального відділу облвиконкому; Сударікова Г.Д. — завідувач сектору кадрів при голові облвиконкому.
На 2-й сесії обласної ради в квітні 1951 року від обов'язків члена виконкому був увільнений Чучукало Василь Данилович у зв'язку з вибуттям за межі області. Членом виконкому обраний Жуков Тимофій Семенович — 1-й секретар Ровенського обкому КП(б)У. Начальником обласного управління в справах сільського і колгоспного будівництва замість П.О. Могилата обраний Страшук Мартин Корнійович.